# یواس‌اس وایاندات (ای‌کی‌ای-۹۲)
یواس‌اس وایاندات (ای‌کی‌ای-۹۲) (به انگلیسی: USS Wyandot (AKA-92)) یک کشتی بود که طول آن ۴۵۹ فوت ۲ اینچ (۱۳۹٫۹۵ متر) بود. این کشتی در سال ۱۹۴۴ ساخته شد.